# 阿拉山口
阿拉山口（アラさんこう、英語: Alataw Pass、カザフ語: Жетісу қақпасы）は中華人民共和国新疆ウイグル自治区ボルタラ・モンゴル自治州阿拉山口市にある峠であり、国境の町である。中華人民共和国とカザフスタン共和国の国境であり出入国検査場（阿拉山口口岸）がある。ボルタラ市から73kmの位置にあり、ウルムチ市からは460km、アルマトイからは580kmの距離にある。別名、アラタウ峠（Alataw Pass）とも呼ばれ、またで東西交易が盛んに行われたジュンガルにある隘路という意味でジュンガル門（Dzungarian Gate）とも呼ばれた。
シルクロードの通過地点であり、中国西域で最初の鉄道による通関拠点であり、戦略的に重要な国境となっている。中国の陸運交易では内モンゴル自治区満州里市に次ぐ規模である。

## 地理
阿拉山口すなわちアラタウ峠は、この地域で中国とカザフスタンの国境となっているジュンガル・アラタウ山脈を抜ける鞍部に位置している。この山脈は満州から中央アジアにつながるアルタイ山脈・天山山脈を越える唯一の鞍部であり、英文で「ジュンガリアン・ゲート（Dzungarian Gate）」と呼ばれる地政学的にも歴史的にも要衝となってきた。

## 交通
中国国鉄の北疆線の終点である阿拉山口駅があり、カザフスタン鉄道、トルキスタン・シベリア鉄道に接続している。
1954年にソビエト連邦と中華人民共和国の間に鉄道敷設の合意が交わされ、ソ連は1959年にソ連側国境の町ドストゥクまで鉄道を完成したが、中国側は蘭新線が1962年にウルムチまで完成した段階で計画中断。当時の中ソ対立のため（北疆線が完成した）1990年9月までこの鉄道が接続されることはなかった。自動車道路の国境が開かれたのはソ連崩壊後の1995年12月であった。
中国、カザフスタン両国で使用されている鉄道の軌間が異なる（中国はヨーロッパの大部分と同じ標準軌・1,435 mm、カザフスタン側は旧ソ連標準の広軌・1,520 mm）。標準軌でヨーロッパと中国を大陸横断鉄道を建設する計画が提案され2004年に合意された。
2010年にボルタラ阿拉山口空港が開港し、ウルムチまでの定期便が就航している。

## 石油パイプライン
中国・カザフスタン間の石油パイプライン建設合意に基づき2003年3月よりカザフスタン・カラガンダ州アタスから建設の始まったパイプラインは、2005年11月に阿拉山口で開通・接続された。2006年より正式稼働している。